# KWS Oudenburg
KWS Oudenburg is een Belgische voetbalclub uit Oudenburg. De club is bij de KBVB aangesloten met stamnummer 1784 en heeft blauw en wit als kleuren.

## Geschiedenis
De club werd in 1929 opgericht en speelde aanvankelijk enkele vriendschappelijke wedstrijden. In 1931 sloot men zich dan aan bij de Belgische Voetbalbond als Atletiek Vereniging Oudenburg (AVO). Men ging er van start in de provinciale reeksen.
Tijdens de Tweede Wereldoorlog vielen de voetbalcompetities stil en AVO werd inactief. Enkele jongeren in de stad richtten noodploeg De Stormvogels op, waarmee officieuze wedstrijden werden gespeeld. Na de oorlog smolt de noodploeg samen met AVO, dat voortaan verder speelde als White Star Oudenburg (WS Oudenburg). In 1947/48 klom de club op tot in Eerste Provinciale. In de jaren 50 echter zakte White Star weer weg tot in Vierde Provinciale, het laagste niveau.
Begin de jaren 60 kende Oudenburg een snelle opgang. In 1962 werd men kampioen in Vierde Provinciale en promoveerde men weer. Ook de volgende jaren bleef men succes hebben en in vier jaar tijd klom men weer op tot in Eerste Provinciale in 1965. Daar bleef men echter amper een seizoen en in 1966 volgde weer de degradatie naar Tweede Provinciale en na nog eens vier seizoenen degradeerde men al verder naar Derde Provinciale. In 1978 promoveerde White Star nog eens naar Tweede Provinciale, waar men zich nu lange tijd kon handhaven. In 1980 werd de club koninklijk.
Na bijna tweede decennia in Tweede Klasse, zakte KWS Oudenburg in 1997 nog eens naar Derde Provinciale, maar dankzij een titel keerde men in 1998 al meteen terug in Tweede. In 2001 volgde toch de degradatie. Na enkele jaren in Derde in het begin van de 21ste eeuw, promoveerde KWS Oudenburg opnieuw naar Tweede Provinciale, waar het verschillende seizoenen bleef spelen.
Oudenburg heeft ook een Damesploeg die uitkomt onder een apart stamnummer (9206).

## Resultaten
| Seizoen | Klasse | Klasse | Klasse | Klasse | Klasse | Klasse | Klasse | Klasse | Klasse | Reeks                                                    | Punten                                                   | Opmerkingen                                              |
|         | 1A     | 1B     | 1Am    | 2Am    | 3Am    | P.I    | P.II   | P.III  | P.IV   | Vanaf 2016-17 zijn er 3 nationale en 2 regionale niveaus | Vanaf 2016-17 zijn er 3 nationale en 2 regionale niveaus | Vanaf 2016-17 zijn er 3 nationale en 2 regionale niveaus |
| ------- | ------ | ------ | ------ | ------ | ------ | ------ | ------ | ------ | ------ | -------------------------------------------------------- | -------------------------------------------------------- | -------------------------------------------------------- |
| 2015/16 |        |        |        |        |        |        | 7      |        |        | Tweede prov. W.-Vl. A                                    | 45                                                       |                                                          |
| 2016/17 |        |        |        |        |        |        | 7      |        |        | Tweede prov. W.-Vl. A                                    | 44                                                       |                                                          |
| 2017/18 |        |        |        |        |        |        | 11     |        |        | Tweede prov. W.-Vl. A                                    | 39                                                       |                                                          |
| 2018/19 |        |        |        |        |        |        | 13     |        |        | Tweede prov. W.-Vl. A                                    | 27                                                       | Degradatie                                               |
| 2019/20 |        |        |        |        |        |        |        | 8      |        | Derde prov. W.-Vl. B                                     | 31                                                       |                                                          |
| 2020/21 |        |        |        |        |        |        |        | -      |        | Derde prov. W.-Vl. B                                     | -                                                        | Competitie geschrapt wegens de Coronacrisis.             |
| 2021/22 |        |        |        |        |        |        |        | 5      |        | Derde prov. W.-Vl. B                                     | 55                                                       |                                                          |
| 2022/23 |        |        |        |        |        |        |        | 5      |        | Derde prov. W.-Vl. A                                     | 58                                                       | Promotie t.g.v. failliet SV Anzegem                      |
| 2023/24 |        |        |        |        |        |        | 8      |        |        | Tweede prov. W.-Vl. A                                    | 46                                                       |                                                          |
| 2024/25 |        |        |        |        |        |        | 1      |        |        | Tweede prov. W.-Vl. A                                    | 63                                                       | Kampioen                                                 |
| 2025/26 |        |        |        |        |        |        |        |        |        | Eerste prov. W.-Vl.                                      |                                                          |                                                          |

## Bekende spelers
- Christophe Lauwers